# Liste von Festungen in Afrika
In der Liste von Festungen in Afrika finden sich Burgen, befestigte Schlösser und sonstige Festungsanlagen alphabetisch nach afrikanischen Ländern geordnet. Die Liste ist notgedrungen unvollständig. Allein die Zahl der von europäischen Mächten an der Küste des heutigen Ghana zwischen 1482 und 1784 errichteten Festungen variiert je nach Schätzung zwischen 60 und 80. Viele traditionelle Festungsanlagen im tropischen Afrika sind dagegen aufgrund der verwendeten Materialien heute verschwunden und kaum noch nachweisbar. Steinerne Festungen wie Groß-Simbabwe sind hier eher die Ausnahme gewesen.

## Angola
- Fort Naulila, Cunene-Provinz
- Fort Cuangar, Cunene-Provinz
- Forte de Ambaca
- Fortaleza do Amboim
- Fortaleza do Bembe
- Fortaleza de Cabinda
- Fortaleza de Caconda
- Fortaleza do Calulo
- Forte do Chipindo
- Forte de Dilolo
- Muralhas do Eleu
- Forte da Embala da Kissala
- Fortaleza Fortes Roçadas
- Forte da Huíla
- Fortaleza de Kambambe
- Fortaleza de Kangalongue
- Fortaleza do Kapangombe
- Muralha do Kariango
- Fortaleza da Kibala
- Fortim do Kikombo
- Fortaleza do Libolo
- Fortim de Maquela
- Forte de Massangano
- Forte Muene Vunongue
- Forte de Munhango
- Fortaleza da Muxima
- Forte de N'Harea
- Muralhas de Ossi
- Fortaleza de Pungo-Andongo
- Muralhas de Quipungo
- Fortaleza de São Fernando de Namibe
- Forte de São Francisco do Penedo
- Forte de São José do Encoje
- Festung São Miguel von Luanda
- Fortaleza de São Pedro da Barra de Luanda
- Reduto de São Pedro de Catumbela
- Fortaleza do Seles
- Forte de Silva Porto

## Ägypten
- Bilbeis
- Buhen (c.1860 v. Chr.)
- Fort des Merenptah in Tjeku
- Migdol des Ramses III.
- Sile
- Tell Abqain
- Zitadelle von Kairo (12. Jahrhundert)
- Kait-Bay-Zitadelle (15. Jahrhundert)
- Zitadelle von Alexandria: Zitadelle von Qaitbay
- ehem. Fort von el-Arisch

siehe außerdem Ägyptische Grenzfestungen in Nubien

## Äthiopien
- Fasil Ghebbi, Gondar (17. Jahrhundert)
- Ambassel (Festung)

## Benin
- São João Baptista d’Ajudá

## Burkina Faso
- Loropéni

## Gambia
siehe Liste historischer Forts und Tatos von Gambia

## Ghana
siehe Historische Forts von Ghana

## Guinea-Bissau
- Forte de Cacheu
- Fortaleza de São José da Amura

## Kap Verde
- Fortim d'El-Rei
- Forte do Príncipe Real
- Forte Real de São Filipe

## Kenia
In Mombasa:
- Fort Jesus, Mombasa (1593–)
- Forte de São José
- Forte do Campo de Golfe
- Forte da Ferradura
- Forte de Makupa
- Fortim da Ponta Restinga
- Forte do Surgidouro

## Liberia
- Fort Stockton

## Libyen
- El Tag, Kufra Oase (Mitte der 1930er-Jahre)
- Zitadelle von Ghat
- Fort Capuzzo
- Festungsanlagen von Tobruk (um 1940)

## Madagaskar
- Ambohimanga
- Rova von Antananarivo

## Malawi
- Fort Mangochi

## Mali
- Fort de Médine

## Mauretanien
- Arguin

## Mosambik
- Fort São Caetano, Sofala (1505)
- Fortim de Dona Amélia de Massangano
- Fortaleza de Maputo
- Forte de Nossa Senhora da Conceição de Inhambane
- Fortim de Quelimane
- Fortim de Santo António na Ilha de Moçambique
- Fortim de São Lourenço da Ilha de Moçambique
- Forte de São Tiago Maior do Tete
- São João Batista do Ibo, auf der Insel Ibo
- Santo António do Ibo, auf der Insel Ibo
- São José do Ibo, auf der Insel Ibo
- São Sebastião (1558–1608)
- Massangano

## Namibia
siehe Liste der Wehrbauten in Namibia

## São Tomé und Príncipe
- Fortaleza de Santo António da Ponta da Mina
- Forte de São Sebastião (São Tomé)

## Senegal
- Gorée
- Fort Nassau
- Fort Oranje

## Sierra Leone
siehe Liste der Festungen in Sierra Leone

## Sudan
- Gala Abu Ahmed

siehe teilweise auch Ägyptische Grenzfestungen in Nubien

## Südafrika
- Fort Beaufort, Ostkap (1822–1837)
- Castle On the Cliff
- Fort Durnford, Estcourt (KwaZulu-Natal) (1847)
- Flycatcher Castle, Graskop
- Castle of Good Hope, Kapstadt (1666)
- Fort Daspoortrand, Pretoria
- Greylingstad, Mpumalanga (ca. 1900)
- Fort Hare, Alice (Ostkap) (19. Jahrhundert)
- Fort Klapperkop, Pretoria
- Fort Schanskop, Pretoria
- Knoetzie Castles
- Craighross Castle, Noetzie
- Lindsay Castle, Noetzie
- Castle Kyalami, Gauteng (1990er)
- Fort Mistake, Glencoe (KwaZulu-Natal)
- Ohrigstad, Mpumalanga
- Fort Wonderboompoort, Pretoria
- Witkop Blockhouse

## Tansania
- Mwanza, Fort Muansa, deutscher Kolonialstützpunkt
- Ngome Kongwe (Old Fort), Stone Town, Sansibar (ca. 1700)

## Tunesien
- Bordj-el-Kebir
- Byrsa
- Mareth-Linie

## Simbabwe
- Fort Victoria (Masvingo)
- Great Zimbabwe (11.–15. Jahrhundert)

## Sammelbegriffe für Festungen in Afrika
- Boma (Gebäude)